# COSCO Ship Ports
COSCO SHIPPING Ports Ltd. (HKEX: 1199) er et datterselskab til COSCO-koncernen. Det er børsnoteret på Hong Kong Stock Exchange og har hovedsæde i Hongkong. Selskabet er primært engageret i containerterminaler, containerfremstilling og containerleasing, shipping og spedition.
Selskabet er etableret i 1994 og har været en del af Hang Seng Index siden 2003.